# Urosaurus nigricaudus
Espèce
Synonymes
- Uta nigricaudus Cope, 1864
- Uta nigricauda Cope, 1864
- Uta parviscutata Cope, 1900
- Urosaurus parviscutatus (Cope, 1900)

Statut de conservation UICN

 LC  : Préoccupation mineure
Urosaurus nigricaudus est une espèce de sauriens de la famille des Phrynosomatidae.

## Répartition
Cette espèce se rencontre :
- aux États-Unis dans le sud de la Californie ;
- au Mexique en Basse-Californie et en Basse-Californie du Sud.

## Publication originale
- Cope, 1864 : Contributions to the herpetology of tropical America. Proceedings of the Academy of Natural Sciences of Philadelphia, vol. 16, p. 166-181 (texte intégral).